# Isa Vermehren
Isa Beate Vermehren (* 21. April 1918 in Lübeck; † 15. Juli 2009 in Bonn) war eine deutsche Kabarettistin, Filmschauspielerin und später Ordensschwester und Schulleiterin.

## Leben
Kindheit, Jugend und Schulzeit verbrachte Isa Vermehren in ihrer Heimatstadt Lübeck, wo ihr Großvater, der Senator Julius Vermehren, und ihr Vater Kurt Vermehren zunächst als Rechtsanwälte tätig waren. Weil sie sich weigerte, die Hakenkreuzfahne zu grüßen, wurde sie im Frühjahr 1933 vom Gymnasium Ernestinenschule verwiesen. Daraufhin übersiedelte sie mit ihrer Mutter, der Journalistin Petra Vermehren, nach Berlin. Während Petra Vermehren im April 1934 auf Empfehlung des Berliner Rechtsanwalts und Freundes der Familie Paul Leverkuehn als erste Frau in der außenpolitischen Redaktion beim Berliner Tageblatt angestellt wurde, brachte der Herausgeber des Querschnitts, Hermann von Wedderkop, Isa Vermehren dazu, im politisch-literarischen Kabarett von Werner Finck, der Katakombe in Berlin, aufzutreten. Dort wurde sie zugleich mit Ursula Herking schnell bekannt. Mit ihren Sticheleien gegen das NS-Regime galt Isa Vermehren als Nachwuchstalent des Berliner Kabaretts. Zu ihrem Markenzeichen wurde ihre Ziehharmonika „Agathe“, zu der sie flotte Seemannslieder und anmutige Liebesballaden sang. Ihr Lied Eine Seefahrt, die ist lustig, in dem sie Nazi-Größen listig karikierte, erschien auf Schallplatte und wurde zum Kassenschlager. Sie übernahm neben bekannten UFA-Stars Rollen in zahlreichen Filmen. Während des Zweiten Weltkrieges wurde Isa Vermehren zur Truppenbetreuung an die Front einberufen.
1935 wurde die „Katakombe“ auf Anordnung der Nationalsozialisten geschlossen. Isa Vermehren holte ihr Abitur auf der Abendschule nach. 1938 lernte sie Elisabeth von Plettenberg kennen und konvertierte unter dem Eindruck dieser Bekanntschaft zur Römisch-katholischen Kirche.
Vermehren gehörte dem regimekritischen Solf-Kreis an. Nachdem einer ihrer Brüder, Erich Vermehren, 1944 als Diplomat zu den Briten übergelaufen war, wurde sie mit den Eltern und ihrem weiteren Bruder Michael verhaftet und im Zuge der „Sippenhaft“ interniert. Sie überlebte den Aufenthalt in den Konzentrationslagern Ravensbrück, Buchenwald und Dachau. Sie gehörte zu über 140 Sonder- und Sippenhäftlingen, die nach Südtirol verschleppt und dort in Niederdorf am 30. April 1945 durch Hauptmann Wichard von Alvensleben aus den Händen der SS befreit wurden. Die Erlebnisse jener Tage schilderte sie 1946 in ihrem Buch Reise durch den letzten Akt, das allerdings Fehlinterpretationen zum Hitler-Attentäter Georg Elser enthielt: Dieser sei von den Nazis bestochen worden, eine Bombe im Bürgerbräu-Keller zu platzieren, damit man mit dem Attentat den britischen Geheimdienst beschuldigen könne. Diese Geschichte wurde ihr von einem Mitgefangenen erzählt, sie war jedoch unwahr. 1947 übernahm sie eine Rolle in Helmut Käutners Trümmerfilm In jenen Tagen.
Da Isa Vermehren in eine Ordensgemeinschaft eintreten wollte, studierte sie von 1946 bis 1951 an der Universität Bonn Katholische Theologie, Deutsch, Englisch, Geschichte und Philosophie. Dort förderte sie tatkräftig 1949 bis 1951 das Studentenkabarett „Wintergärtchen“. Am 15. September 1951 trat sie in das Herz-Jesu-Kloster St. Adelheid der Kongregation der in der Mädchenerziehung wirkenden Schwestern vom Heiligsten Herzen Jesu in Pützchen ein. Die Ordensoberen erkannten Isa Vermehrens Fähigkeit, anspruchsvolle Inhalte lebendig zu vermitteln. Sie durfte unterrichten und wurde ab 1961 mit der Leitung des Sankt-Adelheid-Gymnasiums in Beuel-Pützchen betraut; von 1969 bis zum Eintritt in den Ruhestand 1983 leitete sie die Sophie-Barat-Schule in Hamburg.
Erneut wurde Schwester Isa einem breiten Publikum bekannt, als sie von 1983 bis 1995 in der ARD Das Wort zum Sonntag sprach. Zuletzt lebte sie wieder im Herz-Jesu-Kloster in Bonn-Pützchen, wo sie auch ihre letzte Ruhestätte auf dem Klosterfriedhof fand. Ihre Ziehharmonika „Agathe“ befindet sich im Haus der Geschichte.

## Tagebücher
Ende 2016 erschienen Sr. Isas bisher unveröffentlichte Tagebücher aus den Jahren 1950 bis 2009 im Aachener Patrimonium-Verlag. Als Grundlage für die Edition dienten für die Jahre von 1950 bis 1960 ausschließlich handschriftliche Notizen, ab 1961 lagen auch maschinenschriftliche Aufzeichnungen vor. Sie spannen inhaltlich einen breiten Bogen von Isa Vermehrens Eintritt ins Kloster bis zu  ihrem Tode im Jahr 2009.

## Werke

### Filme
- 1934: Musik im Blut
- 1934: Grüß mir die Lore noch einmal
- 1935: Knock out
- 1935: Eine Seefahrt, die ist lustig
- 1941: Das Mädchen von Fanö
- 1947: In jenen Tagen

### Fernsehsendungen
- Das Wort zum Sonntag. (ARD 1983 bis 1995)
- Zeugen des Jahrhunderts – Isa Vermehren. (ZDF 2002)
- Ein weites Herz – Schicksalsjahre einer deutschen Familie. Verfilmung nach Matthias Wegners 2003 erschienenem Buch mit Nadja Uhl in der Hauptrolle. (ZDF 1. April 2013)[7]
- Das Schicksal der Sippenhäftlinge wurde verfilmt in dem zweiteiligen Doku-Drama Wir, Geiseln der SS. Gebrüder Beetz Filmproduktion, Autor und Regie: Christian Frey, Szenenregie: Carsten Gutschmidt, ZDF/ARTE, Deutschland 2014.[8]

### Bibliografie
Jahreszahlen der Erstveröffentlichung nur teilweise gesichert
- 1946: Reise durch den letzten Akt. Ravensbrück, Buchenwald, Dachau: eine Frau berichtet, Christian Wegner Verlag, ISBN 3499240076
- 1966: Mutter Barat – Gestalt und Sendung der Stifterin des Sacré Coeur (mit E. Smith).
- 1968: Sexualaufklärung und Sexualerziehung: Eine Diskussion mit Isa Vermehren (u. a.).
- 1987: Edith Stein – Botschaft Gottes in unserer Zeit (mit anderen) ISBN 389857010X
- 1989: Christsein in einer Ordensgemeinschaft. ISBN 3779411350
- 1991: Führe sie zu Gott. Radio-Exerzitien 1991. ISBN 3779411946
- 1991: Mit brennendem Herzen. ISBN 3779412241
- 1992: Ehelosigkeit um des Himmelreiches willen – aktuell oder überholt? Eine Besinnung zum Thema Zölibat
- 1993: Gottesbotschaft an Maria. ISBN 3779412845
- 1993: Sühne für uns. Herz-Jesu-Verehrung noch aktuell? ISBN 3779412918
- 1994: Starke Frauen (zusammen Jutta Burggraf und Monika Hohlmeier). MM-Verlag, ISBN 3928272381
- 1995: Vom Reichtum der Ehelosen., in: Klaus M. Becker; Jürgen Eberle (Hrsg.): Zölibat des Priesters, St. Ottlien, EOS-Verlag 1995 (Sinn und Sendung; Bd. 9), ISBN 3-88096-879-9, S. 73–96.
- 1996: Aufstand zum Leben. Wegbereitungen für Ostern. Herder, ISBN 3451238373
- 1990: Blickpunkt Frau, Band V. Die Frau als Mutter (mit Inge Dunkelberg). ISBN 3922727530
- 2000: Der Christ heute auf der Suche nach seiner Identität.
- 2016: Tagebücher 1950–2009 (Hrsg. und bearbeitet von Helga Böse). Patrimonium-Verlag, Aachen. ISBN 978-3-86417-072-0

### Tonträger
- Schön ist die Liebe im Hafen. (Bazant/Schachner) Vortrag: Isa Vermehren und Erwin Hartung mit Chor und kleinem Begleitorchester, 1935, Telefunken Nr. A 1786
- Eine Seefahrt, die ist lustig. (Borders/Schultze) Adalbert Lutter und das Telefunken-Tanzorchester, Gesang: Isa Vermehren und Erwin Hartung mit Chor, 1935, Telefunken Nr. A 1821
- Auf der Reeperbahn nachts um halb eins. (Ralph Arthur Robert) Adalbert Lutter mit seinem Orchester, Gesang: Isa Vermehren und Erwin Hartung mit Chor und Gesangs-Quartett, 1936, Telefunken Nr. A 2096
- Das Lied von der Knautschkommode. (Nick/Giesen) Gesang: Isa Vermehren mit Begleitorchester unter Leitung von Edmund Nick, 1938, Telefunken Nr. 2722
- Windstärke 12: Seemannslieder und Balladen. Compact Disc (28 Titel), 2002, Edition Berliner Musenkinder. www.duo-phon-records.de. LC 08681
- Ich bin nicht immer laut … – Vom Kabarett ins Kloster – Der lange Weg der Isa Vermehren. Hörbuch mit Originalaufnahmen, 2005, gelesen von Judy Winter, Duophon

## Ehrungen und Preise
- Bundesverdienstkreuz 1. Klasse
- Predigtpreis des Verlags für die Deutsche Wirtschaft
- 2005 Verdienstorden des Landes Nordrhein-Westfalen